# This Mechanical Age
This Mechanical Age ist ein US-amerikanischer dokumentarischer Kurzfilm von Robert Youngson aus dem Jahr 1954. Der Film wurde mit einem Oscar ausgezeichnet.

## Inhalt

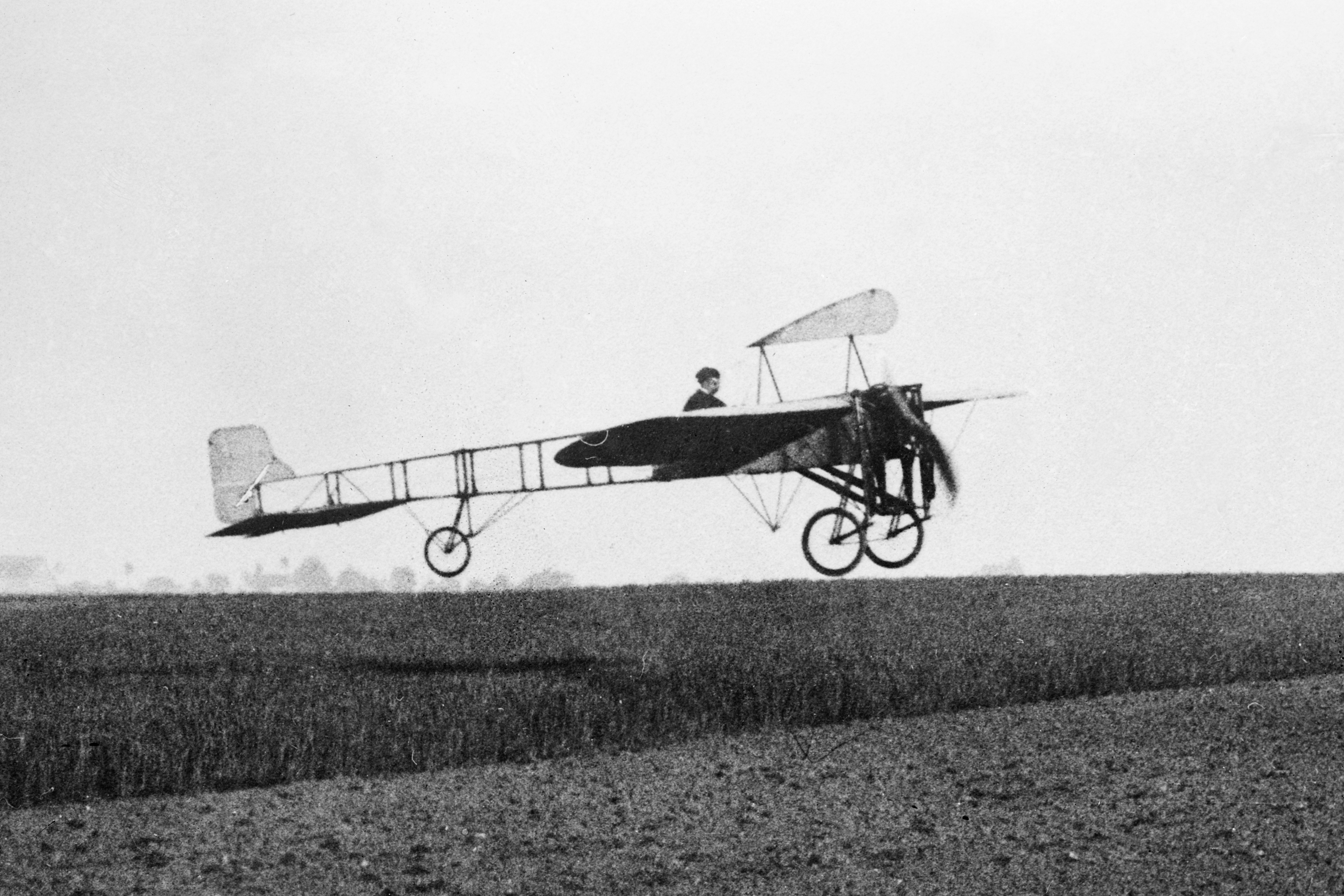
Louis Blériot im Flug im Mai 1909

Der Film gewährt einen Einblick in die frühen Tage der Luftfahrt. So zeigt er auch Archivmaterial von Fluggeräten, die Anfang des letzten Jahrhunderts erstmals aufkamen, und mit vielen Flügeln ausgestattet waren, und ein wenig wie Autos mit Sonnenschirmen aussahen. Es werden Flugzeuge und Hubschrauber gezeigt, die nicht so aussehen, wie man sie heute kennt, was auch lustige Bilder beinhaltet. Es wird darüber nachgedacht, ob nur unser späteres Verständnis der Luftfahrt, manche Ideen lächerlich erscheinen lässt. Aber auch Aufnahmen von für das Jahr 1954 modernen Flugzeugen fehlen nicht. Für Technologie-Enthusiasten bietet die Dokumentation einen interessanten Kurz-Ausflug in die Chronologie der Luftfahrt.

## Produktion, Veröffentlichung
Es handelt sich um eine Produktion von Warner Bros., die in den USA erstmals am 28. August 1954 veröffentlicht wurde.

## Auszeichnung
Robert Youngson wurde auf der Oscarverleihung 1955 mit seinem Film in der Kategorie „Bester Kurzfilm“ (1 Filmrolle) mit einem Oscar ausgezeichnet.